# Кубок Іспанії з футболу 1952
Кубок Іспанії з футболу 1952 — 50-й розіграш кубкового футбольного турніру в Іспанії. Титул вдруге поспіль здобула Барселона. 

## Календар
| Раунд        | Дата                                             | Матчі | Клуби  |
| ------------ | ------------------------------------------------ | ----- | ------ |
| Перший раунд | 17/20 квітня/ 22 квітня 1952 (перегравання)      | 12+2  | 14 → 8 |
| 1/4 фіналу   | 27 квітня/4 травня/ 6 травня 1952 (перегравання) | 8+1   | 8 → 4  |
| 1/2 фіналу   | 11/18 травня 1952                                | 4     | 4 → 2  |
| Фінал        | 25 травня 1952                                   | 1     | 2 → 1  |

## Перший раунд
| Команда 1         | Заг. | Команда 2              | 1-й матч | 2-й матч |
| ----------------- | ---- | ---------------------- | -------- | -------- |
| 17/20 квітня 1952 |      |                        |          |          |
| Реал Вальядолід   | 9:5  | Депортіво (Ла-Корунья) | 6:2      | 3:3      |
| Сельта            | 2:5  | Реал Мадрид            | 2:3      | 0:2      |
| Атлетік (Більбао) | 3:4  | Реал Сарагоса          | 3:0      | 0:4      |
| Еспаньйол         | 1:1  | Реал Сосьєдад          | 0:0      | 1:1      |
| Атлетіко (Мадрид) | 3:9  | Барселона              | 2:4      | 1:5      |
| Севілья           | 1:1  | Валенсія               | 3:1      | 0:2      |

Перегравання
| Команда 1      | Рахунок | Команда 2     |
| -------------- | ------- | ------------- |
| 22 квітня 1952 |         |               |
| Еспаньйол      | 2:4     | Реал Сосьєдад |
| Севілья        | 1:3     | Валенсія      |

## 1/4 фіналу
| Команда 1               | Заг. | Команда 2       | 1-й матч | 2-й матч |
| ----------------------- | ---- | --------------- | -------- | -------- |
| 27 квітня/4 травня 1952 |      |                 |          |          |
| Реал Мадрид             | 7:3  | Реал Ов'єдо (2) | 6:3      | 1:0      |
| Реал Сосьєдад           | 1:1  | Реал Вальядолід | 0:0      | 1:1      |
| Депортіво Малага        | 1:13 | Барселона       | 0:7      | 1:6      |
| Реал Сарагоса           | 3:6  | Валенсія        | 1:3      | 2:3      |

Перегравання
| Команда 1     | Рахунок | Команда 2       |
| ------------- | ------- | --------------- |
| 6 травня 1952 |         |                 |
| Реал Сосьєдад | 1:2     | Реал Вальядолід |

## 1/2 фіналу
| Команда 1         | Заг. | Команда 2       | 1-й матч | 2-й матч |
| ----------------- | ---- | --------------- | -------- | -------- |
| 11/18 травня 1952 |      |                 |          |          |
| Валенсія          | 3:2  | Реал Мадрид     | 2:1      | 1:1      |
| Барселона         | 6:3  | Реал Вальядолід | 5:0      | 1:3      |

## Фінал
| 25 травня 1952 |

| Барселона                                 | 4:2 дч   | Валенсія        |
| ----------------------------------------- | -------- | --------------- |
| Басора 40' Віла 72' Кубала 96' Сезар 119' | Протокол | Баденес 1', 28' |

| Нуево Чамартин, Мадрид Глядачів: 80 000 Арбітр: Андрес Ріверо |